# Demon Core

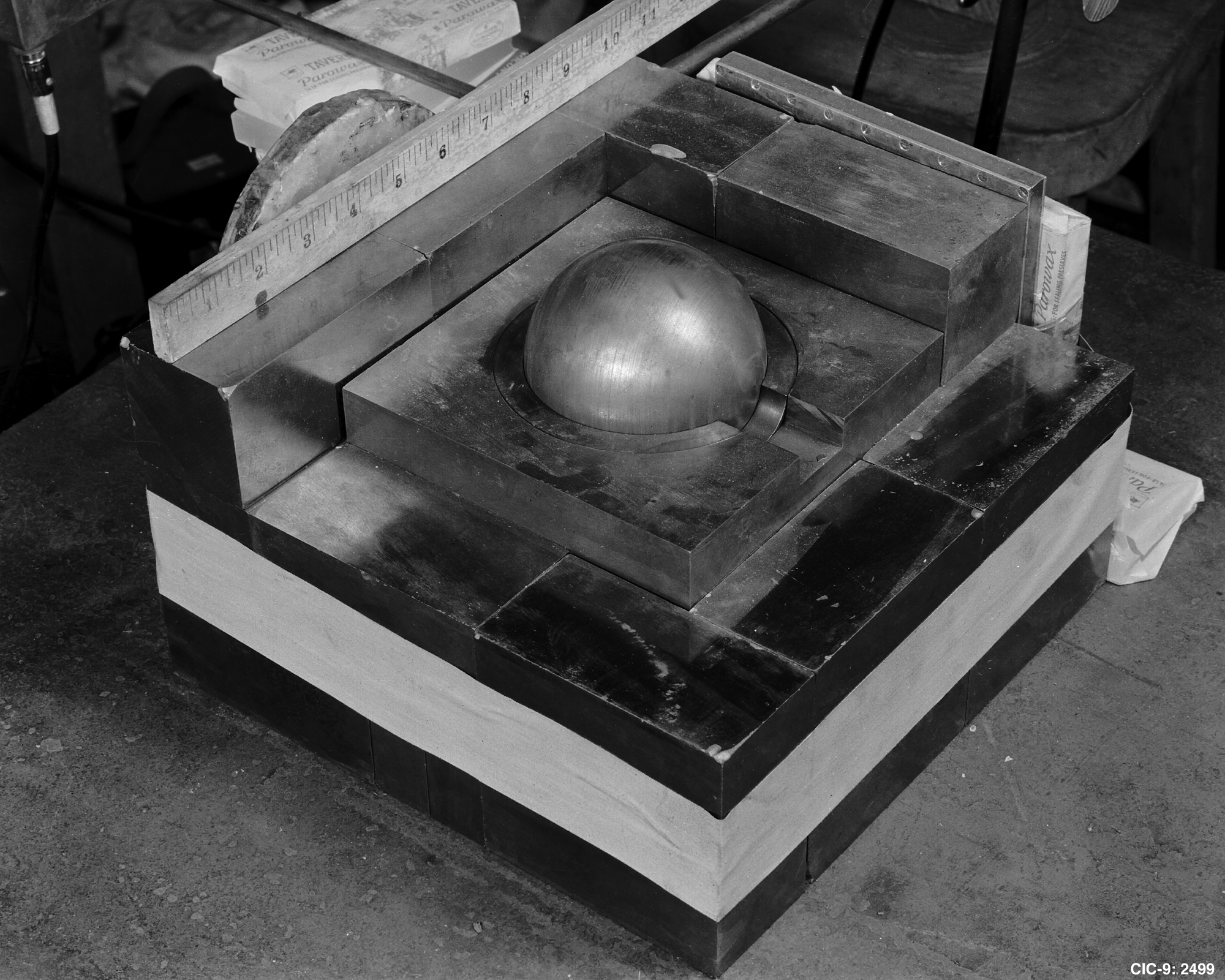
De demon core met daaromheen blokken wolfraamcarbide

De Demon Core was een 6,2 kg zware bal van plutonium, die zich in de periode 1945-46 in het Los Alamos National Laboratory in New Mexico bevond. Door de hoeveelheid en de vorm (bolvormig) verkeerde het plutonium in subkritische toestand. De kern ging twee keer in kritische toestand over, waarbij Harry Daghlian en Louis Slotin, twee wetenschappers, werden gedood. Hierna werd de kern als een duivels ding gezien en kreeg dan ook zijn bijnaam.

## De experimenten
Het wetenschappelijk team van Los Alamos voerde experimenten op de Demon Core uit teneinde te kunnen bepalen wanneer en onder welke voorwaarden het plutonium precies in kritische toestand over zou gaan en dus een kettingreactie zou starten. Hiertoe werd de subkritische kern op allerlei manieren gestimuleerd waarbij de toename in radio-activiteit werd gemeten om het kritieke punt vast te kunnen stellen. Met deze kennis hoopte men uiteindelijk atoombommen efficiënter te kunnen maken. De experimenten werden gezien als riskant en werden uitgevoerd zonder enige bescherming. Hoewel dit voor een deel kan worden toegeschreven aan onervarenheid met radioactief materiaal waren sommige testen zo riskant dat de meeste wetenschappers ze weigerden. Daghlian en Slotin behoorden tot de weinigen die de tests wel uitvoerden. Sommige testen stonden bekend als 'het kietelen van de staart van een draak', en Enrico Fermi waarschuwde Slotin dat hij binnen een jaar dood zou zijn als hij hiermee doorging.

## De dood van Harry Daghlian

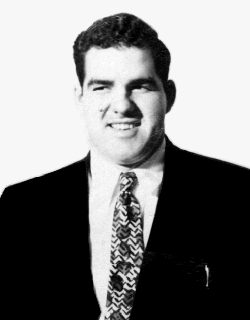
Harry Daghlian

Daghlian voerde een test uit waarbij de plutoniumkern werd omringd met blokken wolfraamcarbide, een materiaal dat neutronen reflecteert. De door de kern afgegeven neutronenstraling kon dus niet ontsnappen, en met ieder blok dat Daghlian stapelde kwam de kern dichter bij het kritische punt. Op 21 augustus 1945 liet Daghlian per ongeluk een blok op de kern vallen, die hierdoor in prompt-kritische toestand overging en een hoge dosis neutronenstraling uitzond. Daghlian voorkwam weliswaar erger door de blokken snel weg te halen maar voor hem was het te laat: hij had een dodelijke stralingsdosis van 5,1 Sv ontvangen.
Daghlian werd door een collega naar het ziekenhuis gebracht, waar hij vanaf ongeveer 90 minuten na de blootstelling constant moest overgeven. Deze constante misselijkheid hield twee dagen aan waarna hij zich wat beter voelde. Zijn handen waren echter vreselijk verbrand en zijn huid zag vuurrood. Na een latente periode ging na ongeveer 10 dagen zijn gezondheid alsnog hard achteruit, met hartklachten, krampen en diarree. Daghlian kreeg bloedtransfusies, maar na ongeveer 20 dagen werd hij steeds verwarder. Na een ziekbed van 25 dagen overleed Daghlian.
Een ander slachtoffer was Hemmerly, een bewaker die op enige afstand van de kern stond. Hij had de flits gezien toen de kern kritisch werd, en werd zelf ook ter observatie opgenomen in het ziekenhuis. Hij ontwikkelde milde stralingsziekte en daarmee leek de kous voor hem na enkele maanden af. Toch zou hij uiteindelijk na 33 jaar leukemie ontwikkelen en hieraan overlijden, naar men aannam ten gevolge van de fatale gebeurtenissen op 21 augustus 1945.

## De dood van Louis Slotin

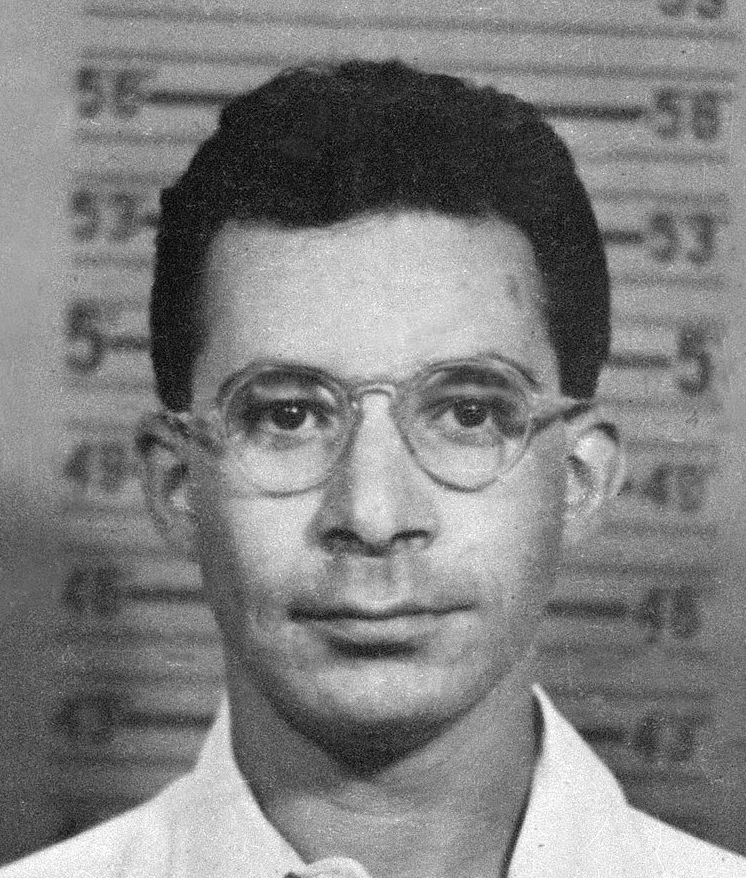
Louis Slotin

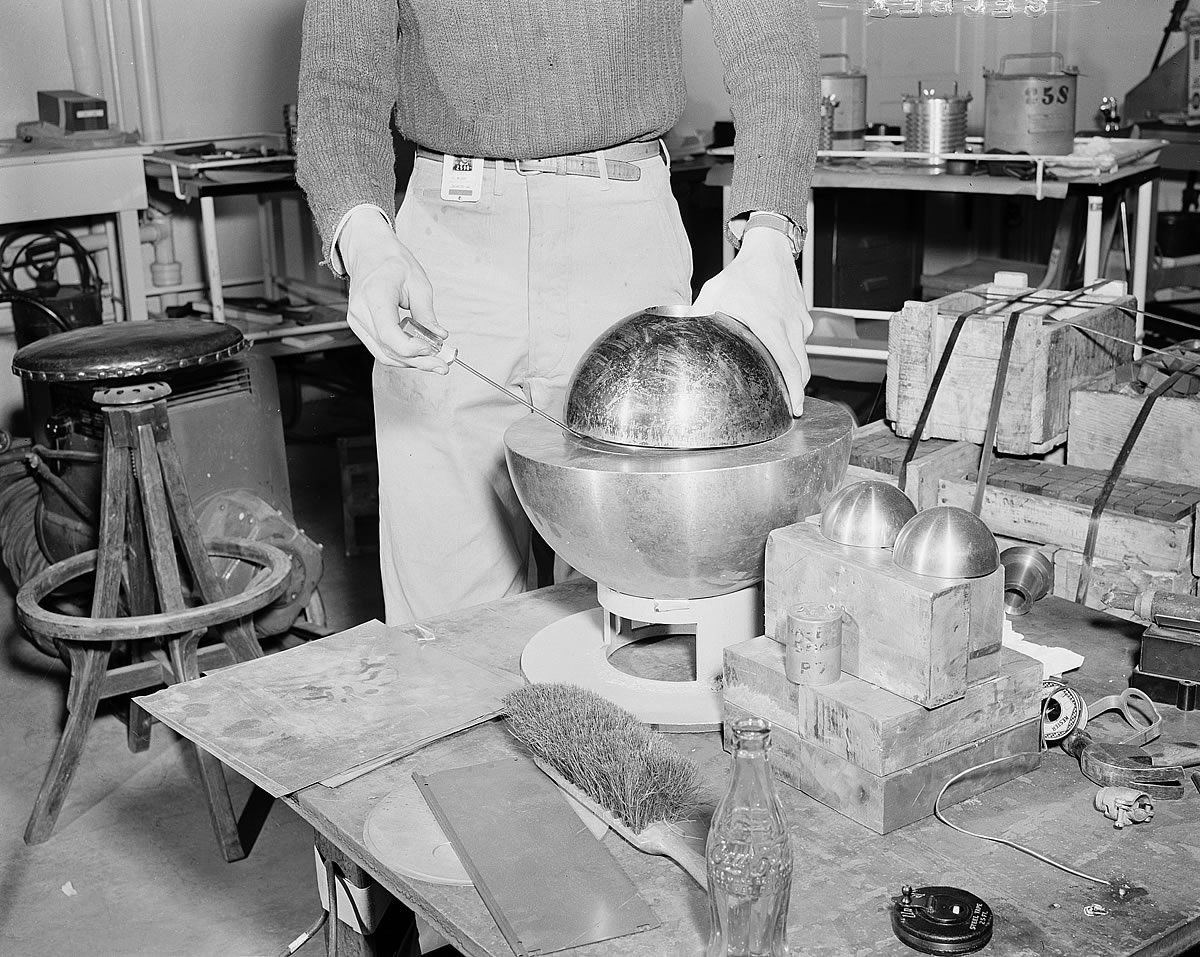
De Demon Core met de halve bol uit beryllium met de schroevendraaier

Louis Slotin had zijn collega Daghlian bijgestaan en vele uren met hem in het ziekenhuis doorgebracht. Eigenlijk wilde hij uit Los Alamos weg maar zijn superieuren konden hem te goed gebruiken. 
Op 21 mei 1946 voerde Slotin een experiment uit waarbij de kern omringd werd door twee halve bollen beryllium (net als wolfraamcarbide een neutronenreflector). Met zijn linkerhand hield Slotin de bovenste halve bol vast door middel van een gaatje waarin zijn duim paste, en met zijn rechterhand hield hij een schroevendraaier vast waarmee hij de bollen scheidde. De schroevendraaier gleed weg, waarop de kern in kritische toestand overging. Slotin voelde een branderig gevoel in zijn linkerhand en proefde een zure smaak. Collega's zagen een blauwe gloed en voelden een golf hitte. Slotin rukte direct met zijn linkerhand de bovenste halve bol weg waardoor de reactie stopte, maar het was te laat: hij had 21 Sv ontvangen en was ten dode opgeschreven. 
Slotin wankelde het gebouw uit en begon direct hevig te braken. Hij werd in allerijl naar het ziekenhuis gebracht, waar de artsen zijn overlevingskans vanaf het begin al laag inschatten. In het ziekenhuis ontving hij bloedtransfusies waarvoor zijn collega's vrijwillig bloed afstonden, maar het was tevergeefs. Slotins ouders werden verwittigd. Op 30 mei, na negen dagen, overleed Slotin in bijzijn van zijn ouders.
Een aantal collega's van Slotin, waaronder Alvin Graves, raakten eveneens bestraald. Graves ontwikkelde vrij ernstige symptomen maar overleefde het incident. Graves' leven werd door de complicaties verkort, hij bleef klachten houden, en na twintig jaar overleed hij ten gevolge van een hartaanval. De zes overige aanwezige collega's ontwikkelden eveneens (chronische) klachten, en twee van hen overleden eveneens voortijdig.
De kern kreeg vanaf dat moment de bijnaam Demon Core (demonische/duivelse kern). De toegepaste kennis van de experimenten die op de Demon Core waren uitgevoerd, zorgden inderdaad voor een licht verbeterde efficiëntie. De ongelukken leidden echter wel tot een toenemend besef van het gevaar van de schadelijkheid van radioactief materiaal. Harry Daghlian en Louis Slotin hebben voor deze kennis met hun levens betaald.